# Bob Evans
Bob Evans (n. 11 iunie 1947, Waddington⁠(d), North Kesteven, Anglia, Regatul Unit) a fost un pilot englez de Formula 1 care a evoluat în Campionatul Mondial între anii 1975 și 1976.